# 阿霍斯基 (北卡羅萊納州)
阿霍斯基（英語：Ahoskie）是一個位於美國北卡羅萊納州赫德福德縣的城鎮。

## 人口
根據2020年美國人口普查的數據，阿霍斯基的面積為11.40平方千米，皆為陸地。當地共有人口4891人，而人口密度為每平方千米429人。